# Molesquín (tejido)

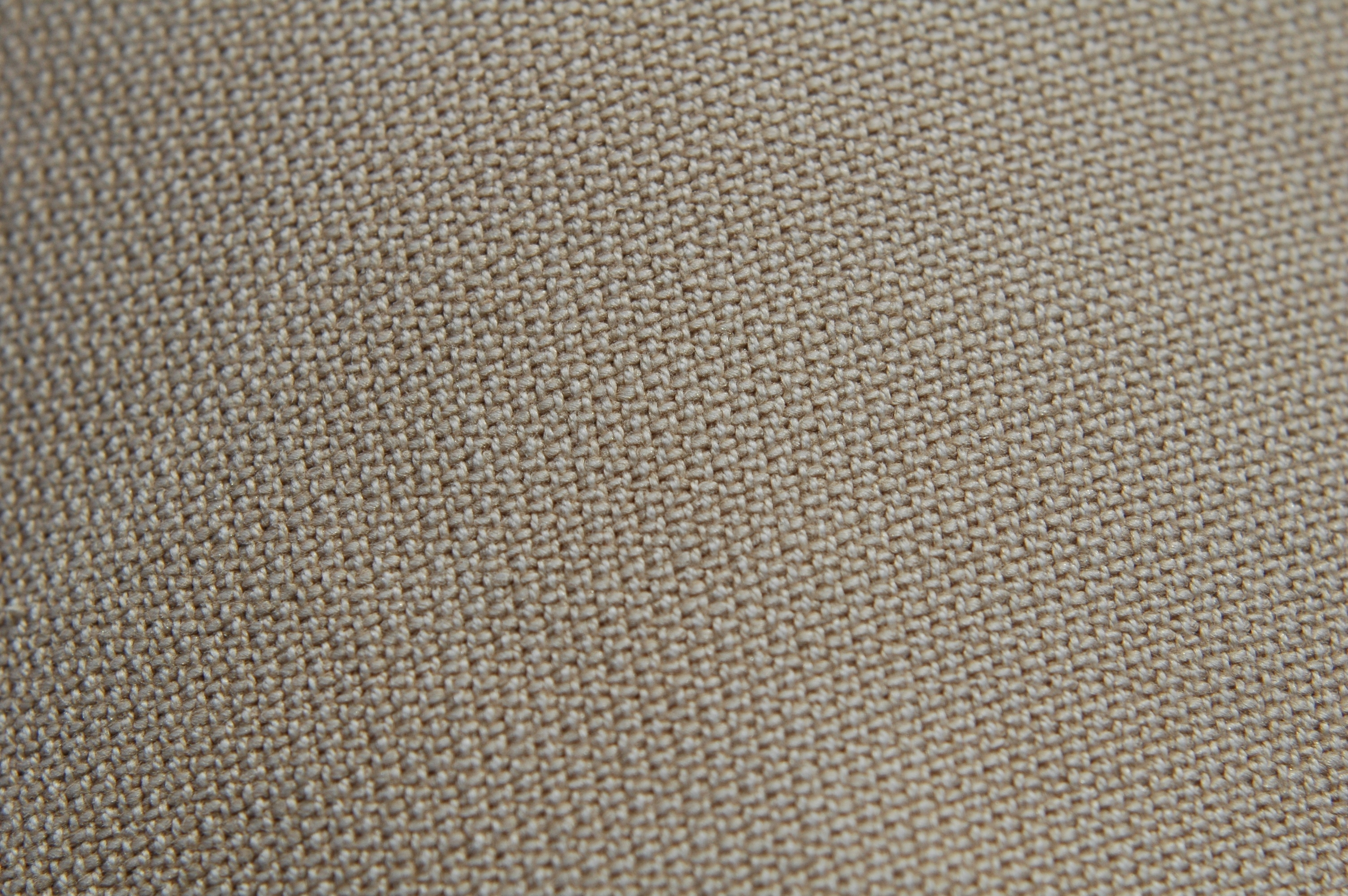
Molesquín

El molesquín (del inglés mole skin, "piel de topo") es una tela de algodón tejida estrecha, recubierta con una empujada o abono flexible y un barniz flexible que imita el grano del cuero con la apariencia de terciopelo raspado.
Este tejido es muy utilizado en Francia para hacer ropa de trabajo debido a su solidez.

## Ropa de trabajo
El molesquín se presenta a menudo como la contrapartida francesa del denim americano, ambos siendo teñidos a menudo con índigo y destinados al mismo propósito. Sin embargo, las piezas de molesquí francesas pueden existir en otros colores según el público para el que se destinan: blanco para los pintores, negro para los carpinteros, azul para los trabajadores de las fábricas.

## Otros usos
El tejido también se utiliza como forro para los bolsillos de las chaquetas de caza de algodón encerado . Este tejido también sirve para cubrir cuadernos, llamadas cuadernos moleskine, en los que se inspira la marca Moleskine .

## En la cultura
En la literatura francesa aparece esta palabra,
En la novela La Peste, de Albert Camus (" […] à force de atender sur une banquet de moleskine ( a base de esperar en un banquillo de molesquín ) […] ").
En la novela Lève-toi et marche, de Hervé Bazin (" […] confidence faite à certain cahier de moleskine (confidencia hecha a un cierto cuaderno de molesquín) […] ").
En la canción À l'arrière des taxis, de Noir Désir (" […] A cien kilómetros por hora en las rondas / En los banquillos de molesquín […] (À cent à  l'heure sur les boulevards / Sur les banquettes de moleskine").